# Asszonybeszéd (képregény)
Az Asszonybeszéd, eredeti címén Broderies, Marjane Satrapi 2003-ban, a L’Association kiadásában megjelent életrajzi ihletésű képregénye. A cselekmény kerettörténete egy Satrapi nagymamájánál elköltött vacsora utáni teázás a női családtagok és barátok társaságában. Az asszonyok különböző „bizalmas” történeteket és anekdotákat mesélnek, tárgyalnak ki, melyek általában mind a párkapcsolat és a szex témái körül forognak. Satrapi az Asszonybeszédet korábbi, illetve vele egy időben megjelenő, komolyabb hangvételű Persepolis-sorozata mellett egy könnyedebb és vidámabb műnek szánta, melyben szülőhazájához, Iránhoz, és családjához fűződő örömtelibb pillanatait eleveníthette fel.

## A mű megszületése és tartalma
Az Asszonybeszéd Marjane Satrapi első, nagy sikerű Persepolis című grafikus memoársorozatának megjelenése közben született meg, és szintén kritikai elismerésben részesült. A négy kötetes Persepolis története, mely Satrapi az 1970-es és 1980-as években szülőhazájában, Iránban töltött gyermekéveinek, Európában töltött serdülőéveinek, valamint – miután szülőhazájába visszatért – iráni éveinek eseményeit örökítette meg, 2003-ban, az utolsó rész megjelenésével ért véget. Satrapi interjúi során többször is kijelentette, hogy nem szándékozik újabb kötetekkel bővíteni a Persepolis sorozatát. Az írónő két következő képregénye azonban, az Asszonybeszéd, majd pedig az azt 2004-ben követő Poulet aux prunes a Persepolisszal együtt egyfajta visszatekintő családi trilógiát alkot.
Az Asszonybeszéd a Persepolis négy kötetének publikációja közben született, és még az utolsó kötet megjelenése előtt jelent meg. Saptrapi nyilatkozata szerint mivel a Persepolis igen komoly témát dolgozott fel, és számos kellemetlen emléket is fel kellett idéznie megalkotása közben, szüksége volt „pusztán örömteli” pillanatokra is. A cselekmény kerettörténete egy Satrapi nagymamájánál elköltött vacsora utáni teázás. Az étkezést követően a férfiak lepihennek, a nők pedig egymásközt maradnak. Satrapi visszaemlékezése szerint az ilyen alkalmakkor a központi téma, ami feltétlenül szóba kerül az asszonyok között, az a férfiak, a párkapcsolat és a szex volt. A nők által mesélt történetek és anekdoták hol nevetségesek, hol keserűbb hangvételűek. Satrapi nagyon kedvelte ezeket a délutánokat és a különböző korosztályokból származó nők történeteit, melyek hitelességéről ugyan nincs meggyőződve, de számára a lényegük úgy is az volt, hogy jól megnevettették. Az Asszonybeszédbe azok az „aranyos, kedves és humoros dolgok” kerültek be, melyek a Persepolis komoly, gyakran véres és kegyetlen jelenetei mellől kimaradtak, már nem fértek, illetve illettek bele a műbe. A Persepolishoz hasonlóan Satrapi az Asszonybeszéd szereplőinek neveit és arcvonásait is megváltoztatta, hogy ne utalhassanak konkrét személyekre.
A Persepolisszal szemben, melynek főszereplője Satrapi képregénybeli énje, Márdzsi, az Asszonybeszéd központjában Satrapi nagyanyja áll, aki a korábbi műben egyfajta erkölcsi mintaképként jelent meg. „Vannak, akiknek úgy tűnhet, hogy a nagymamám egy kicsit cinikus. De egyáltalán nem volt az. Nagyon fejlett erkölcsi érzéke volt. Nem volt kimondottan erkölcsös ember, például soha nem mondta meg, hogy »tedd ezt, ez jó«, vagy »ne tedd azt, mert az rossz« … De igen erős volt az igazságérzete.” – nyilatkozta Satrapi. A cselekmény a Persepolis negyedik kötetének időkeretében játszódik, Mardzsi húszas éveiben, aki amellett, hogy ismét ő a történet narrátora, az Asszonybeszédben csupán egyike a történet szereplőinek. Satrapi azért választotta nagymamáját a képregény központi szereplőjének, mivel a társaságban ő nevetett a legtöbbet és neki volt a legnagyobb szexuális kisugárzása, bár a történetben az idős asszony már nagyjából hetvennyolcadik évében járt. A műben azt is szerette volna bemutatni, hogy az iráni nők minden generációja érdeklődik a szex iránt, ellentétben az európai kultúrával, ahol egy bizonyos életkor felett erről a témáról beszélni íratlan tabunak számít.

## A képregény szerkezete, képi világa és nyelvezete
Satrapi szerint az Asszonybeszéd elkészítése nagy kihívást jelentett számára a Persepolis után, mivel annak cselekménye egyetlen szobára korlátozódik, szereplői pedig nem csinálnak egyebet, mint beszélgetnek. Ebben az jelentette a legnagyobb nehézséget, hogy minden jelenetet kicsit másképpen rajzoljon meg, hogy fenntartsa az olvasó figyelmét. Maga Satrapi az Asszonybeszéd szerkezetét és tartalmát is egy beszélgetéshez hasonlította, mely nem feltétlenül nagy dolgokról szól, nincs szilád, meghatározott kerete vagy korlátja, és az ember bármikor bekapcsolódhat vagy elhagyhatja a párbeszédet. Ennek megfelelően Satrapi korábbi munkájával ellentétben nem használt zárt paneleket. Fekete-fehér, fametszetekre emlékeztető rajzai a méretüket korlátozó vonalak nélkül jóval nagyobbak, mint korábbi munkájában.
Míg Satrapinak a Persepolis megalkotásával az ismeretterjesztés volt a célja, addig az Asszonybeszéddel egy jóval könnyebb művet szeretett volna alkotni, mely Robert L. Root megítélése szerint leginkább egy „komédiára vagy grafikus drámára” hasonlít. A képregény szerkezetének nem volt szüksége a Persepolis magyarázó, mértanilag megtervezett szerkezetére, mely nem engedte az olvasót elveszni a történetben. Míg a képregény szövege explicit és szókimondó a szexualitás terén, Satrapi a képek területén, saját megítélése szerint is kerülte az erotikus ábrázolást, ehhez túl szemérmes. „Mondhatom, hogy faszfaszfaszfasz! De soha nem rajzolom le, mivel akkor sokkal valóságosabbá válik. Kimondani nem számít. Olyan nagymama nevelt fel, aki számára ezek a szavak olyanok voltak mint a »hello« vagy a »viszlát«.” – mondta Satrapi.
Richard McGill Murphy megítélése szerint míg a Persepolis politikai ihletésű volt, amely az iráni forradalom kaotikus eseményeit egy gyermek látásmódján keresztül mutatta be, addig az Asszonybeszéd a forradalom utáni, bensőséges „szexuális politikába” enged bepillantást. Satrapi a képregény modern médiumában az antik irodalom történetmesélésének eszközeit használja fel, hogy bemutassa, ahogyan történetének szereplői alkalmazkodni próbálnak a változó társadalmi szokásokhoz. Az Asszonybeszéd, a barátok egymás közötti bensőséges beszélgetésének kerettörténetét a cselekmény kibontakoztatására már Platón és Boccaccio is alkalmazta. A mű eredeti francia címe, a Broderies, vagyis ’hímzések’, a klasszikus perzsa vagy viktoriánus költészetet idézi, de valójában arra a házasság előtt szexuálisan aktív nők szűzhártyáján végrehajtott műtétre utal, mely azon kultúrkörökben gyakori, ahol különlegesen nagy jelentőséggel bír a menyasszony tisztasága és ártatlansága.
A szex körül forgó anekdoták mellett a képregényben feltűnik a szülők által megszervezett házasság, a hagyományok iránti elkötelezettségből fakadó szüzességhez való ragaszkodás, a kettős erkölcsi mérce és homofóbia témái is. A műben Irán belpolitikájáról nem esik szó, csupán a kisebb jelek, mint például, hogy a nők fekete fejkendőt és hosszú kabátot öltenek magukra ha kilépnek a házból, utalnak a forradalom utáni állapotra és a nők helyzetére a teokratikus iszlám államban.

## Megjelenése és fogadtatása
Marjane Satrapi Asszonybeszéde először 2003-ban jelent meg a francia L’Association gondozásában. A művet számos nyelvre fordították le és adták ki, többek között Magyarországon is. Az Asszonybeszéd 2004-ben jelöltje volt az Angoulême-i Nemzetközi Képregényfesztivál legjobb képregénynek járó Arany Vadmacska-díjának. Azar Nafisi, A Lolitát olvastuk Teheránban című bestseller önéletrajzi regény szerzője elismerően beszélt a képregényről, melyben először találkozott azzal, hogy egy iráni nő ilyen nyíltan beszél a szexualitásról.
Andrew O’Malley esszéjében az Asszonybeszédet, Satrapi Persepolisával együtt, a hazájuktól távol élő, tanult iráni nők, mint például Azadeh Moaveni, Nafisi vagy Firoozeh Dumas életrajzi ihletésre született művei közé sorolja, melyek a 2000-es évek irodalmi hullámával jelentek meg és váltak népszerűvé a nyugati országokban. Az iráni nők helyzetének bemutatása szülőhazájukban a Persepolis történetének is fontos eleme volt. Az ott fokozott hangsúllyal megjelenő, a fundamentalista kormány által a nőkre erőltetett előírások ellen való lázadás az Asszonybeszéd cselekményében az asszonyoknak a szexualitáshoz való nyílt hozzáállásának bemutatására szorítkozik. A képregényben bemutatott „szabadnak” és „felvilágosultnak” ábrázolt iráni asszonyok nyílt hozzáállása a szexualitáshoz éles, és egyben ironikus ellentétben áll a nyugati média által előszeretettel közvetített, az iszlám köztársaságban élő, alázatos és szűzies, hidzsábot viselő nők sztereotip képével. O’Malley véleménye szerint ez ugyan szemben áll a mainstream média által sugárzott képpel, de egyben a nyugati feminista mozgalmak körében elterjedt, a nők egyenjogúságát a szexuális forradalmon keresztül való kivívásának módját is pártolni látszik. Ezzel az értelmezésnek azonban ellentmond a Persepolis harmadik és negyedik kötete, mely kritikát gyakorol a nemiség effajta szabad felfogása felett, valamint Satrapi azon, többször hangsúlyozott kijelentése, miszerint nem tartja magát feministának. Satrapi szintén több interjúja során említette, hogy nem szereti ha az iráni nőket áldozatként mutatják be, mivel ő maga sem tekintette magát soha annak, még a iráni forradalom évei alatt sem. Bár a szexualitás már a Persepolis utolsó két kötetének is fontos eleme volt, korántsem olyan nyílt módon, ahogyan azt az Asszonybeszéd tárgyalja, illetve képein keresztül bemutatja.
Noy Thrupkaew cikkében az Asszonybeszédet a The View, az Egyesült Államokban sugárzott reggeli beszélgetős műsor egy felnőtt változatához hasonlította, ahol „nagyanyák, anyák és lányaik a szűzhártya helyreállításáról, a párkapcsolatban való domináns szerep erényeiről és a hímvessző megkérdőjelezhető esztétikai értékéről” beszélhetnek. Sophie Harrison ismertetőjében a képregényt Nedzsma Badra szerelme (L’amande) című regényével hasonlítja össze: mindkettő „látszólag meghökkentő központi témáját jó szándékú gyakorlatiassággal tárgyalja”. A két mű muszlim női szereplői nem foglalkoznak a politikával, vallással, vagy a fejkendő viselésének vonatkozásaival, melyek egy kulturális tanulmány fontos elemei lennének. Az Asszonybeszéd Nedzsma könyvéhez hasonlóan explicit, bár távolról sem merül el annyira az erotikus részletekben.

## Magyarul
- Asszonybeszéd; ford. Rády Krisztina; Nyitott Könyvműhely, Bp., 2010 (Artcomix)